# Frente de batalha em casa

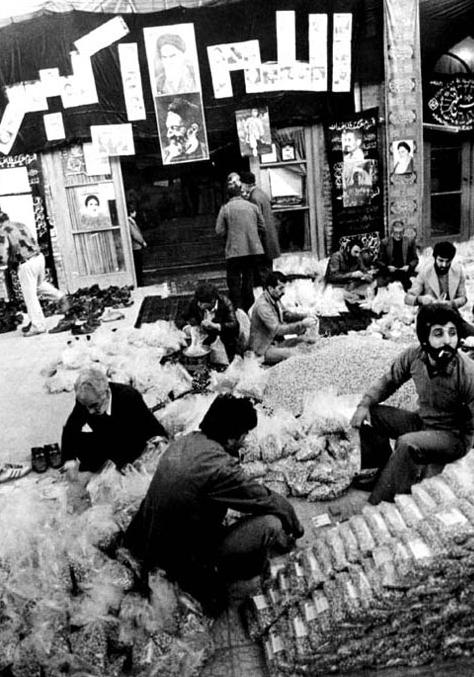
Civis iranianos embalando alimentos em uma mesquita para soldados iranianos na frente de batalha Irã-Iraque. Atitude característica de "Homefront"

Frente de batalha em casa ou Frente de Batalha Doméstica é a população civil da nação em guerra como um sistema de apoio ativo para seus militares. Frente de batalha em casa com o nome em inglês, Homefront, é comumente usado para descrever a plena participação do público britânico na Primeira Guerra Mundial, que sofreu ataques zeppelin e suportou rações de comida como parte do que veio a ser chamado de "Home Front".